# Mimacraea angustata
Mimacraea angustata är en fjärilsart som beskrevs av Schultze och Aurivillius 1923. Mimacraea angustata ingår i släktet Mimacraea och familjen juvelvingar. Inga underarter finns listade i Catalogue of Life.